# (1389) Onnie
(1389) Onnie es el asteroide número 1389 situado en el cinturón principal. Fue descubierto por el astrónomo Hendrik van Gent desde la estación meridional de Leiden en Johannesburgo, República Sudafricana, el 28 de septiembre de 1935. Su designación alternativa es 1935 SS1. Está nombrado por una cuñada del astrónomo neerlandés Gerrit Pels.